# シャンデ・シウヴァ
シャンデ・シウヴァ（Xande Silva, 1997年3月16日 - ）は、ポルトガル・ポルト出身のサッカー選手。ポジションはミッドフィールダー。ディジョンFCO所属。

## 経歴
17歳でヴィトーリアSCと契約を結んだ。
2018年8月2日、ウェストハム・ユナイテッドFCと契約を結び、プレミアリーグに初挑戦した。12月30日のバーンリーFC戦でデビューしたが、その後は出場機会がなかった
2020年10月5日、アリス・テッサロニキFCに期限付き移籍した。
2021年8月31日、ノッティンガム・フォレストFCと2年契約を結んだ。
2022年8月2日、ディジョンFCOに3年契約で移籍した。

## 人物
- ウェストハムの会長に、同僚であったイッサ・ディオプに間違われるハプニングがあった[7]。

- 父はアンゴラ代表で活躍したキンジーニョ[8]。